# Tinariwen

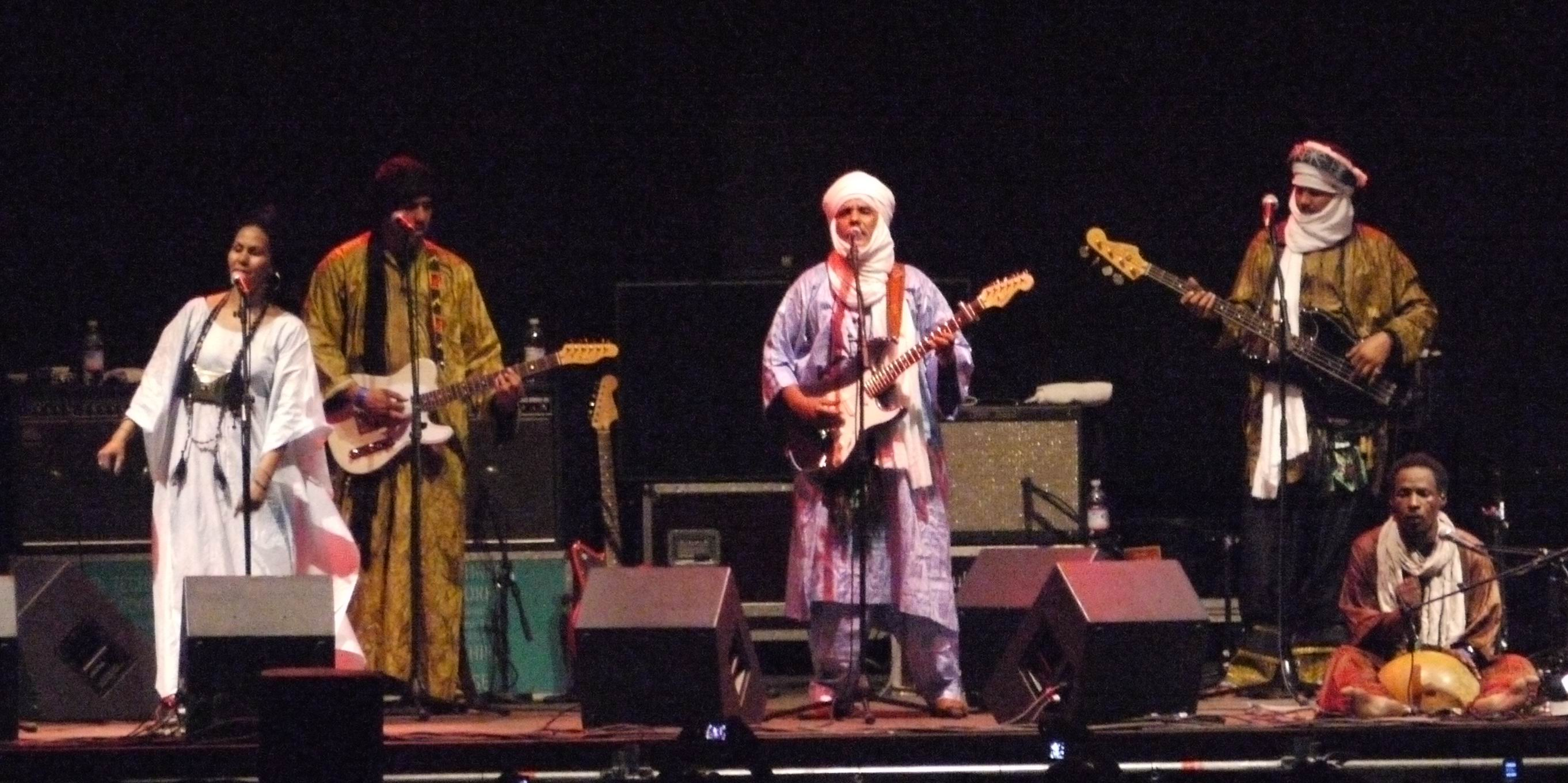
Tinariwen auf dem Bardentreffen 2010

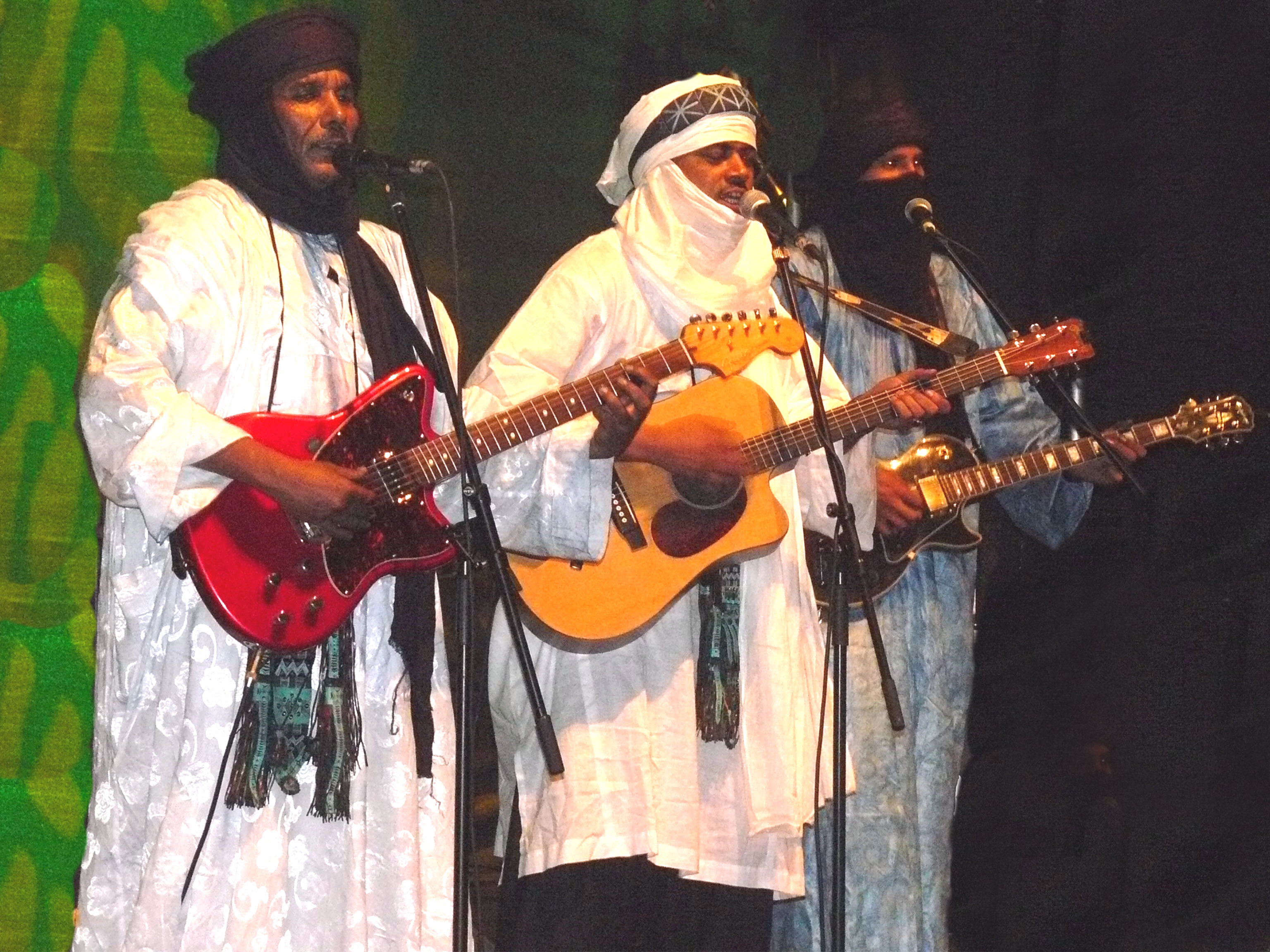
Tinariwen auf dem Weltmusikfestival Horizonte in Koblenz (2008)

Tinariwen (Tamaschek ⵜⵏⵔⵓⵏ ‚Wüsten‘, oder auch ‚leerer Ort‘ – ein Hinweis auf den kargen Lebensraum, den die Sahara bietet) ist eine Band, deren Musiker vom Volk der Tuareg stammen. Von der traditionellen Musik der Tuareg kommend, reichern sie diese mit Elementen der westlichen Rock- und Popmusik an und verwenden neben traditionellen Instrumenten auch elektrische Gitarren und elektrischen Bass. Die Texte werden in Tamaschek und auf Arabisch gesungen. Bei Auftritten tragen die Musiker die traditionelle Kleidung der Tuareg, teilweise auch den Chèche, der im Gegensatz zum Turban den Kopf und das Gesicht (außer den Augen) bedeckt.

## Geschichte

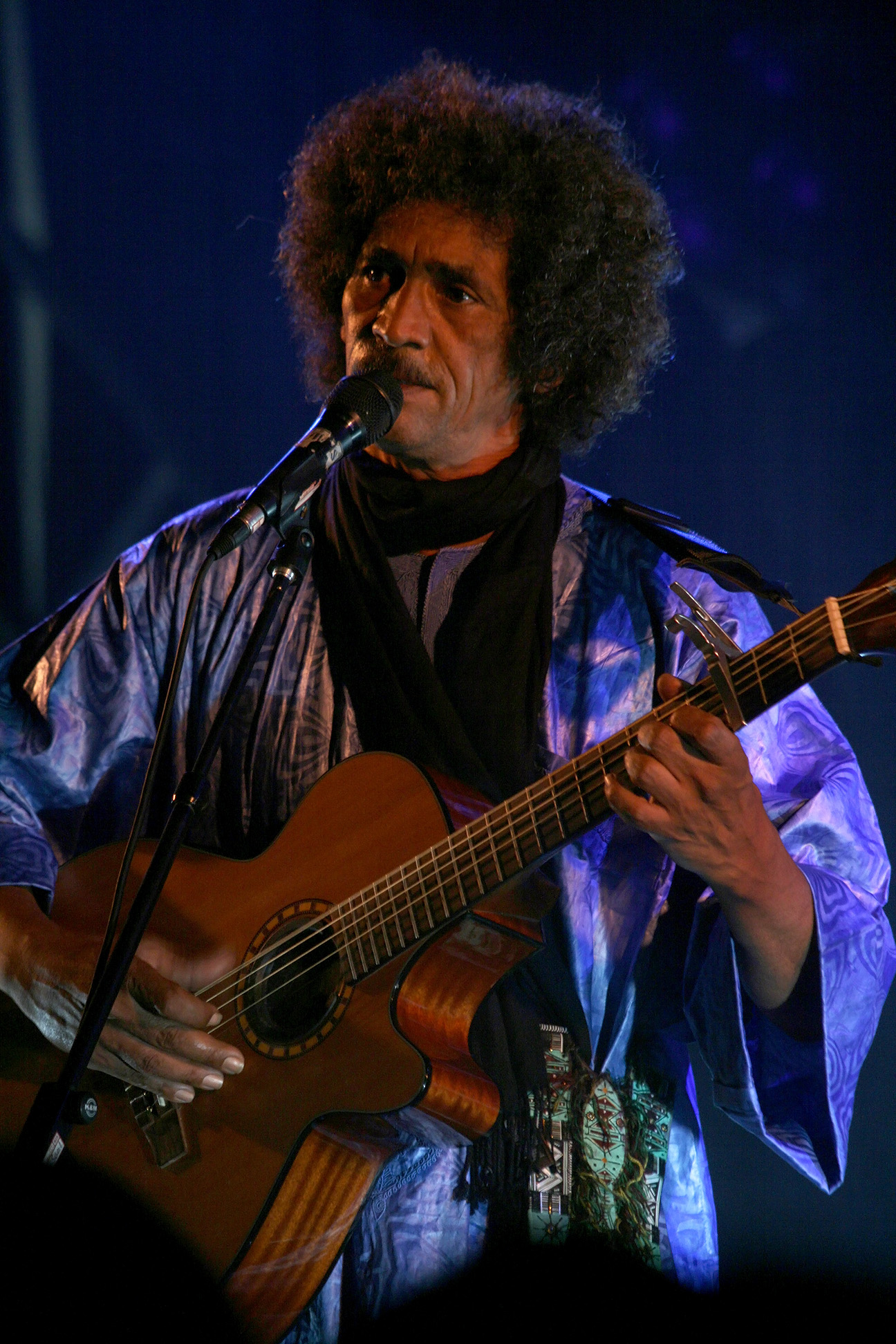
Ibrahim Ag Alhabib, Gründer der Band (2011)

Die Mitglieder der Musikgruppe gehören zu jener Generation von Tuareg, die ab den 1960er-Jahren aus der Sahelzone in die Städte nördlich der Sahara geflüchtet waren, weil sie durch lange Dürren ihre Lebensgrundlagen verloren hatten. Diese städtischen Tuareg im notgedrungenen Exil werden ishumar genannt.
Die Band wurde 1982 von Ibrahim Ag Alhabib, Touhami Ag Alhassane, Abdallah Ag Housseyni, Mohammed Ag Itlal (genannt „Japonais“) und Kheddou in Tamanrasset in Algerien gegründet, wo sie zunächst bei Hochzeiten, Taufen und anderen Festen spielten. Später verbrachten die Musiker mehrere Jahre in einem libyschen Militärcamp, wo Tuareg zu Soldaten ausgebildet wurden. Sie waren zum Teil aktiv an Kämpfen gegen die Unterdrückung ihres Volkes beteiligt und widmeten sich erst nach Beendigung eines von Niger und Mali ausgehenden Aufstandes 1994 gänzlich der Musik. Ihr politisches Engagement spiegelt sich auch in den Texten wider. Lange Jahre vertrieb die Band ihre Musik über Musikkassetten und wurde dadurch regional bekannt.
2000 nahmen sie ihre erste CD, The Radio Tisdas Sessions, auf. 2001 wurden sie durch ihren Auftritt beim international beachteten Festival au Désert in Mali auch einem westlichen Publikum bekannt. Sie bekamen Zugang zu westlichen Weltmusikkreisen, tourten extensiv in Europa und den USA, wobei sie unter anderem beim Festival international de musique universitaire in Belfort, am Glastonbury Festival und am Coachella Valley Music and Arts Festival in Kalifornien auftraten, und bekamen bis zu einem gewissen Grad auch Aufmerksamkeit in der Independent-Szene. Weiter zu ihrer Bekanntheit trug ein gemeinsames Konzert mit Carlos Santana beim Montreux Jazz Festival 2006 bei. 2007 und 2009 folgten die Alben Aman Iman bzw. Imidiwan.
2011 erschien ihr Album Tassili, auf dem als Gastmusiker Kyp Malone und Tunde Adebimpe (TV on the Radio), Nels Cline (Wilco) und die Dirty Dozen Brass Band mitwirken. Aufgrund der unsicheren Lage im Norden Malis konnten die Aufnahmen nicht wie früher in Tessalit stattfinden, sondern wurden in ein Zeltlager in der Wüste im südlichen Algerien verlegt. Auf elektrisch verstärkte Instrumente wurde dabei verzichtet.

## Stil
Die Band wurde neben der Musik aus ihrer Kultur durch westliche Musik von Led Zeppelin, Johnny Cash und Carlos Santana beeinflusst, die sie über den Vertrieb kopierter Kassetten und gemeinsame Live-Auftritte kennenlernten.
Sie gelten als die erste Tuareg-Band, die elektrische Gitarren verwendete. Der Musikstil, in den sie die traditionell auf der Zupflaute tahardent und der Streichlaute imzad gespielten Melodien übernahmen, nennt sich al-guitara. Der Gitarrenstil entstand als politische Revolutionsmusik nach der Unabhängigkeit der afrikanischen Staaten in den 1960er Jahren unter der ishumar („die Arbeitslosen“, Singular ashamor) genannten Generation junger Tuareg, die aus den Wüstengebieten auf der Suche nach Arbeit in die nordafrikanischen Städte gezogen waren. Der neue Lebensstil mit Lohnarbeit in den Städten anstelle der nomadischen Subsistenzwirtschaft wurde als teshumara bekannt. Neben drei E-Gitarren und einem E-Bass benutzen Tinariwen als Rhythmusinstrumente eine Bechertrommel djembé und Händeklatschen.

## Bandmitglieder
- Ibrahim Ag Alhabib (Bandgründer)
- Abdallah Ag Alhousseyni
- Eyadou Ag Leche
- Touhami Ag Alhassane
- Abdallah ag Lamida
- Said ag Ayad
- Iyad Moussa Ben Abderahmane
- Sanou ag Ahmed
- Mohammed ag Itlal (2021 verstorben)
- wechselnde Musiker wie Fadlan Rachid, Tachfine Amnay, Patricia Bassen, Tahocit O’Baya und Nabil Amarouche

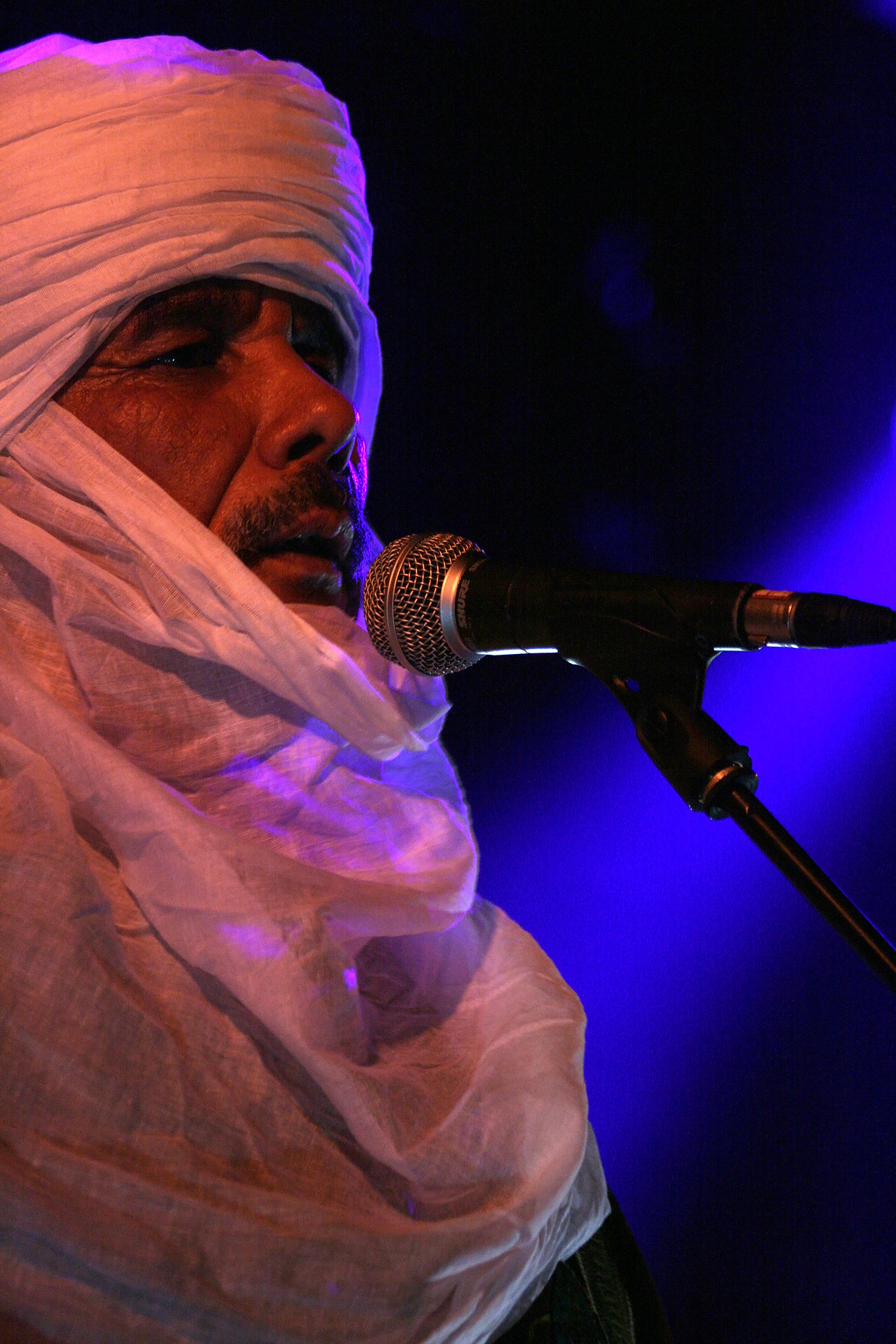
Touhami Ag Alhassane (2011)
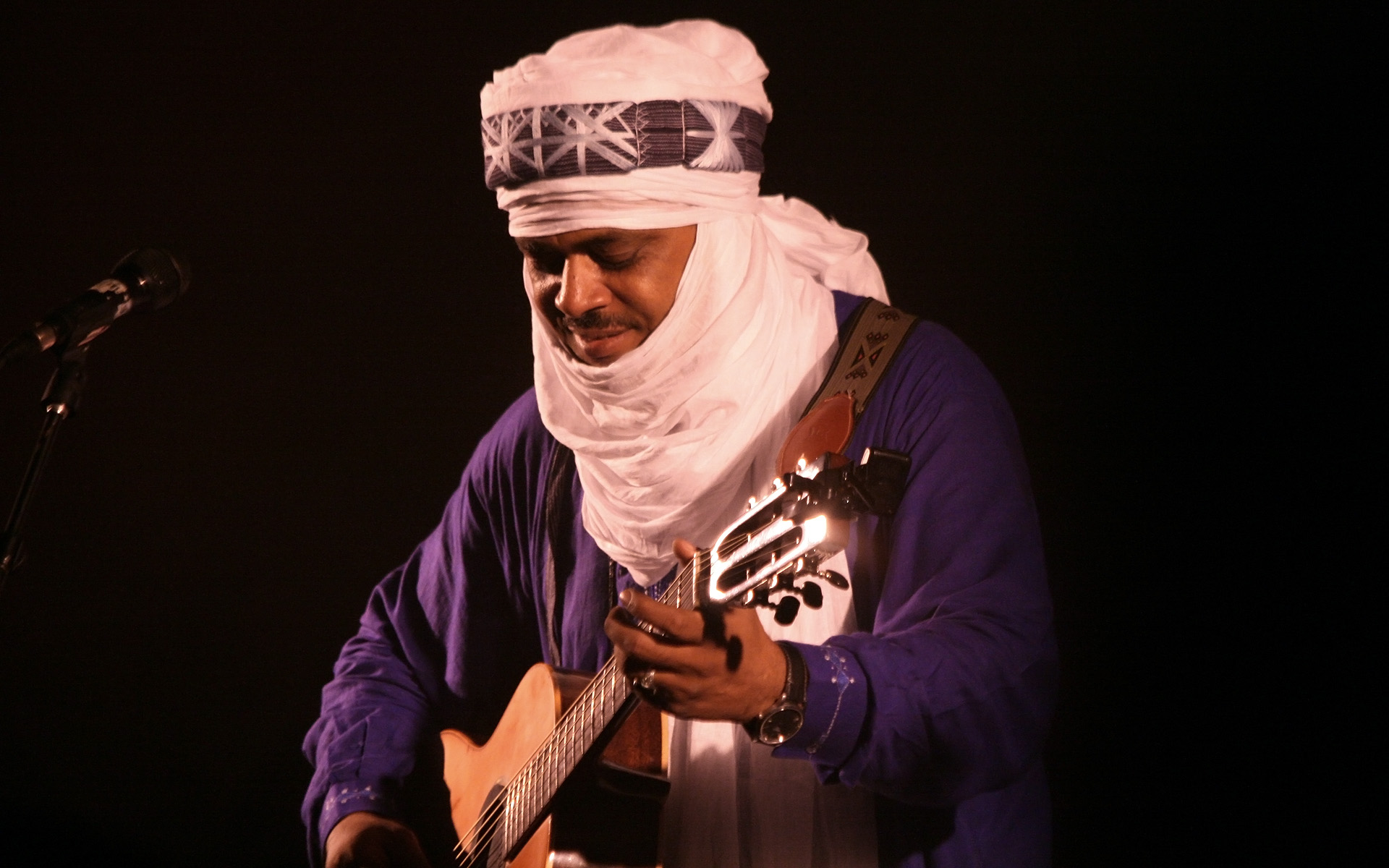
Abdallah Ag Alhousseyni (2011)
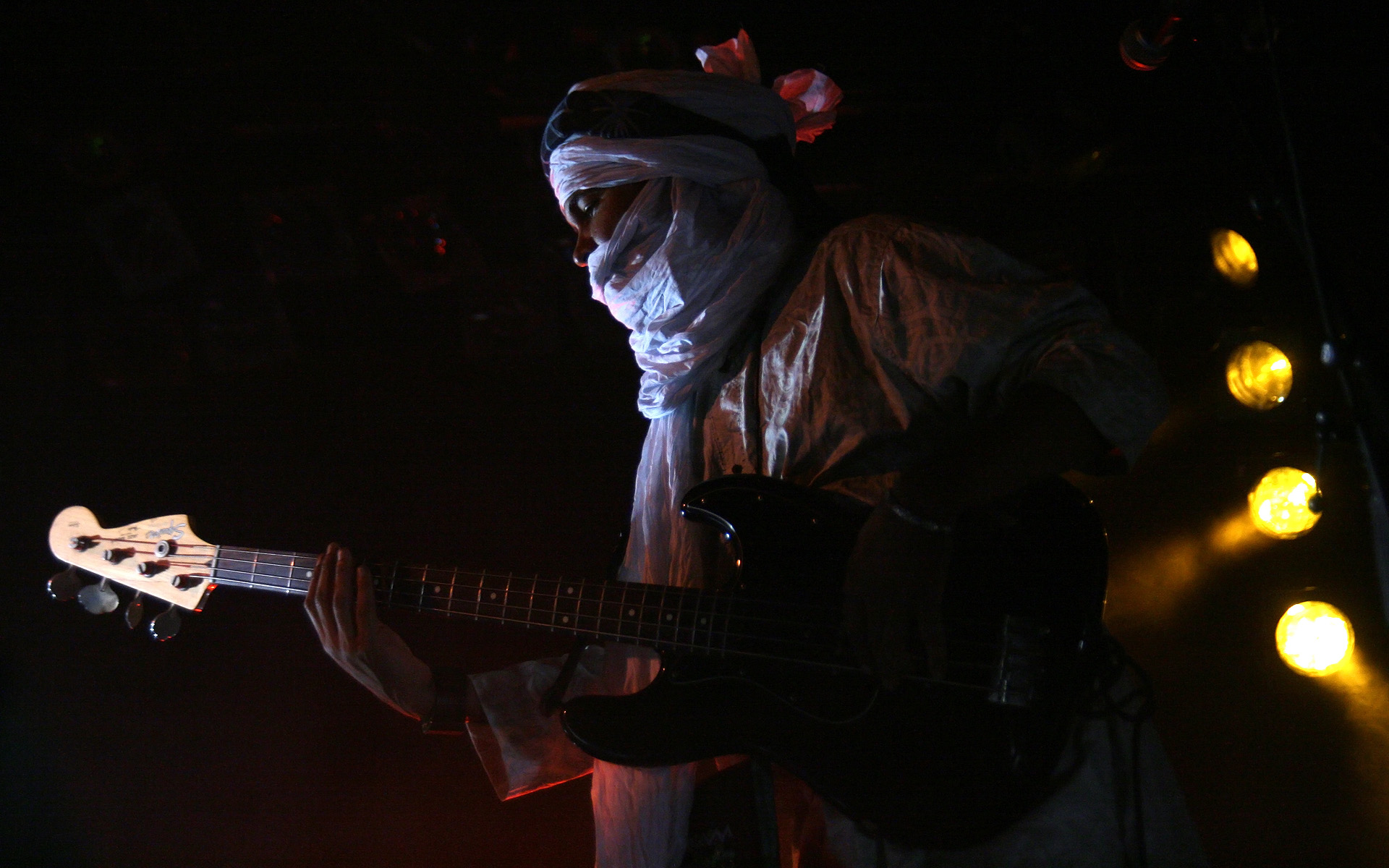
Eyadou Ag Leche (2011)
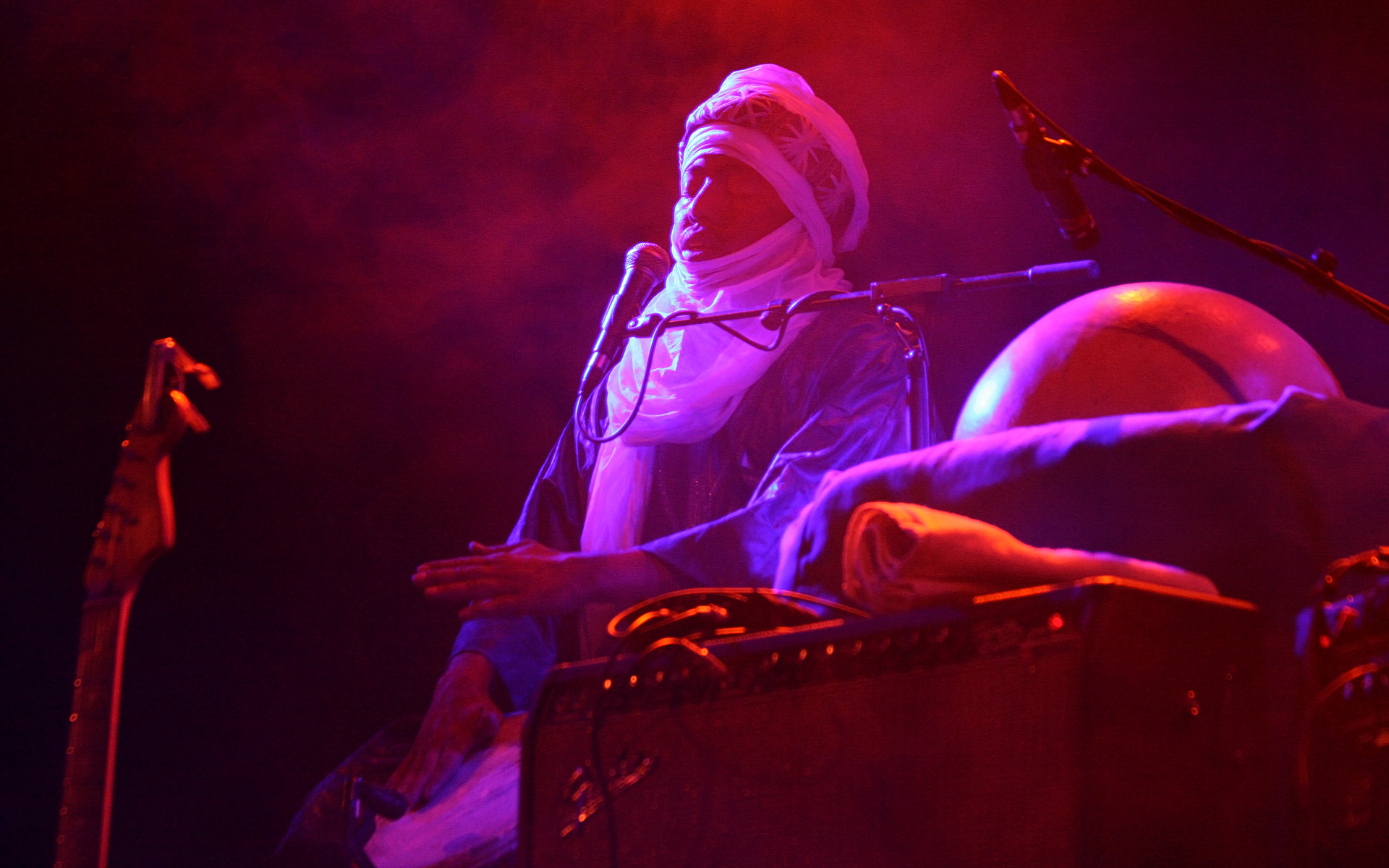
Said Ag Ayad (2011)

## Diskografie
- 1992: Kel Tinariwen
- 1993: Ténéré
- 2001: The Radio Tisdas Sessions
- 2004: Amassakoul
- 2007: Aman Iman
- 2008: Tinariwen Live in London (DVD)
- 2009: Imidiwan: Companions
- 2011: Tassili
- 2014: Inside / Outside
- 2014: Emmaar
- 2015: Live in Paris 2014
- 2017: Elwan
- 2019: Amadjar
- 2023: Amatssou
- 2024: Idrache: Traces of the Past

## Lieder
Bekannt geworden ist die Musikgruppe mit Liedern wie Sastanàqqàm, Nànnuflày, Ténéré Tàqqàl, Tenere Taqhim Tossam und Iswegh Attay.

## Auszeichnungen
- 2008: Internationaler Friedensmusikpreis des Praetorius Musikpreises
- 2012: Bestes Weltmusikalbum bei den Grammy Awards 2012
- 2020: Amadjar Libera Award für das Beste Weltmusik Album.[7]